# James Dean Bradfield
James Dean Bradfield est un musicien gallois né le 21 février 1969. Il est le chanteur, guitariste et principal compositeur du groupe de rock alternatif Manic Street Preachers.

## Biographie

### Enfance
Originaire du pays de Galles méridional, James Dean Bradfield est fils unique. Son père, charpentier et syndicaliste, envisage de l'appeler « Clint Eastwood » en référence à son acteur de cinéma favori, mais sa mère obtient qu'il se rabatte sur un hommage à James Dean. Durant son enfance à Blackwood, il partage sa chambre avec son cousin Sean Moore (en), plus jeune que lui d'un an, après la séparation de ses parents.
Pendant sa scolarité, il est l'objet de moqueries pour ses problèmes de vue (amblyopie) qui lui valent le surnom de Crossfire. C'est durant cette période qu'il se lie d'amitié avec Nicky Wire (en) et Richey Edwards. Il forme Manic Street Preachers avec Moore et Wire en 1986 et Edwards les rejoint peu après.

### Carrière solo
Le premier album solo de James Dean Bradfield, The Great Western (en), sort en juillet 2006, pendant une pause dans la carrière des Manic Street Preachers durant laquelle Nicky Wire publie lui aussi un disque en solo, I Killed the Zeitgeist (en). Les deux singles qui en sont extraits se classent dans le hit-parade britannique : That's No Way to Tell a Lie à la 18e place et An English Gentleman (un hommage à Philip Hall, ancien attaché de presse des Manic Street Preachers) à la 31e place.
Après avoir composé la bande originale du film d'horreur The Chamber (en) (2016), James Dean Bradfield publie son deuxième album solo, Even in Exile (en), en 2020. Il s'agit d'un album-concept inspiré par la vie du chanteur engagé Víctor Jara, torturé et assassiné après le coup d'État de 1973 au Chili. Les paroles sont l'œuvre du poète Patrick Jones (en), le frère aîné de Nicky Wire. À sa sortie, il se classe dans le Top 10 des ventes au Royaume-Uni.

## Discographie

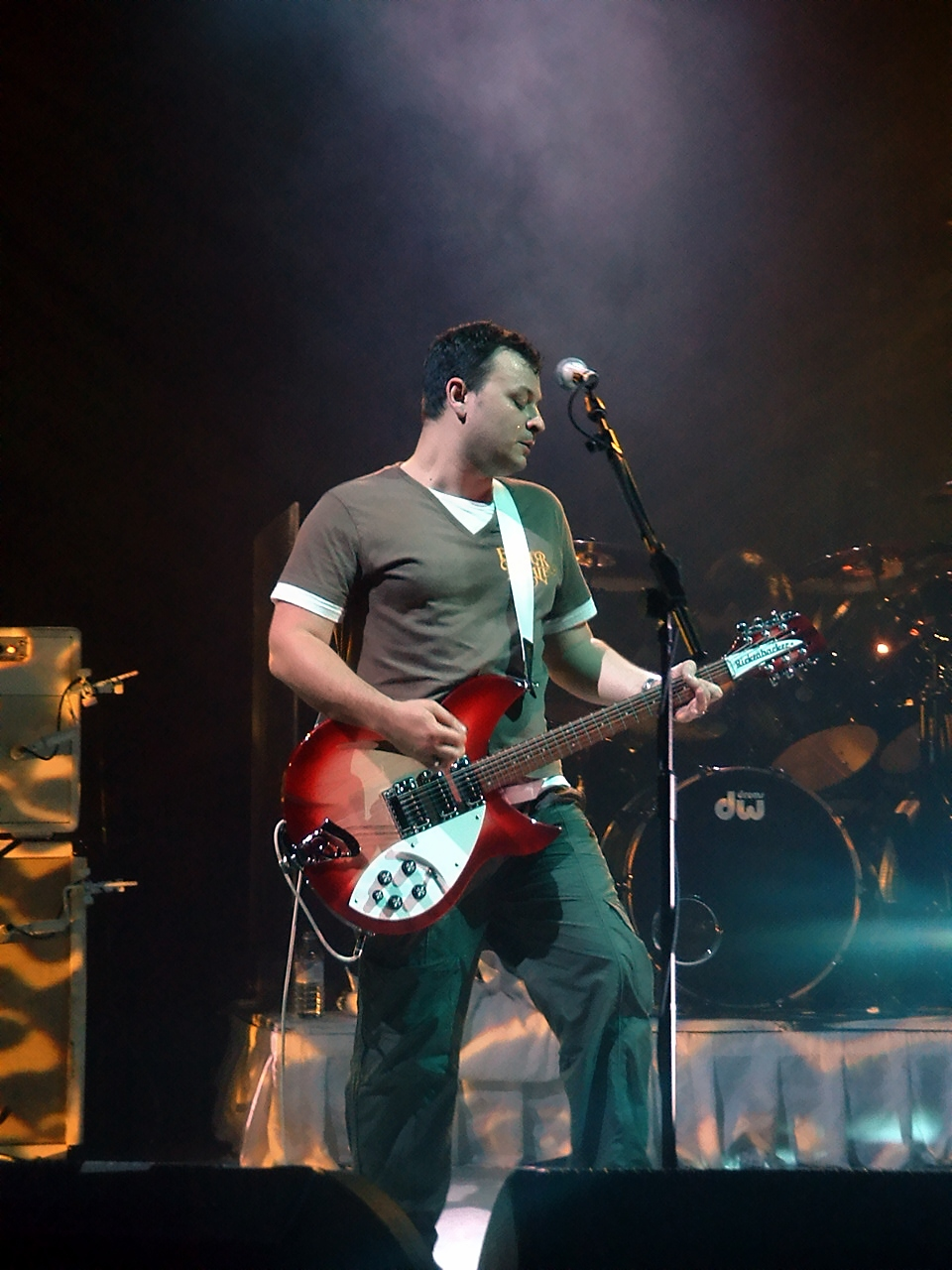
James Dean Bradfield sur scène en 2005.

### Albums
- 2006 : The Great Western (en) – no 22 des ventes au Royaume-Uni[5]
- 2017 : The Chamber (en) (bande originale)
- 2020 : Even in Exile (en) – no 6

### Singles
- 2006 : That's No Way to Tell a Lie – no 18
- 2006 : An English Gentleman – no 31
- 2020 : The Boy From the Plantation

### Collaborations
- 1996 : Don Solaris (en) de 808 State (chant sur Lopez)
- 1996 : Northern Uproar de Northern Uproar (en) (production)
- 1997 : Impossible Princess de Kylie Minogue (guitare, basse et production sur Some Kind of Bliss et I Don't Need Anyone)
- 1998 : Inertia Creeps (en) de Massive Attack (remix du single)
- 1999 : Reload de Tom Jones (chant et production sur I'm Left, You're Right, She's Gone (en))
- 1999 : Commemoration and Amnesia de Patrick Jones (en) (chant sur 2 chansons)
- 2004 : You Are The Generation That Bought More Shoes and You Get What You Deserve de Johnny Boy (production)
- 2009 : Tongues for a Stammering Time de Patrick Jones (chant sur 4 chansons)
- 2017 : Every Valley (en) de Public Service Broadcasting (chant sur Turn No More)
- 2022 : Dentures Out (en) des Proclaimers (guitare sur Dentures Out et Things As They Are)